# World Press Photo

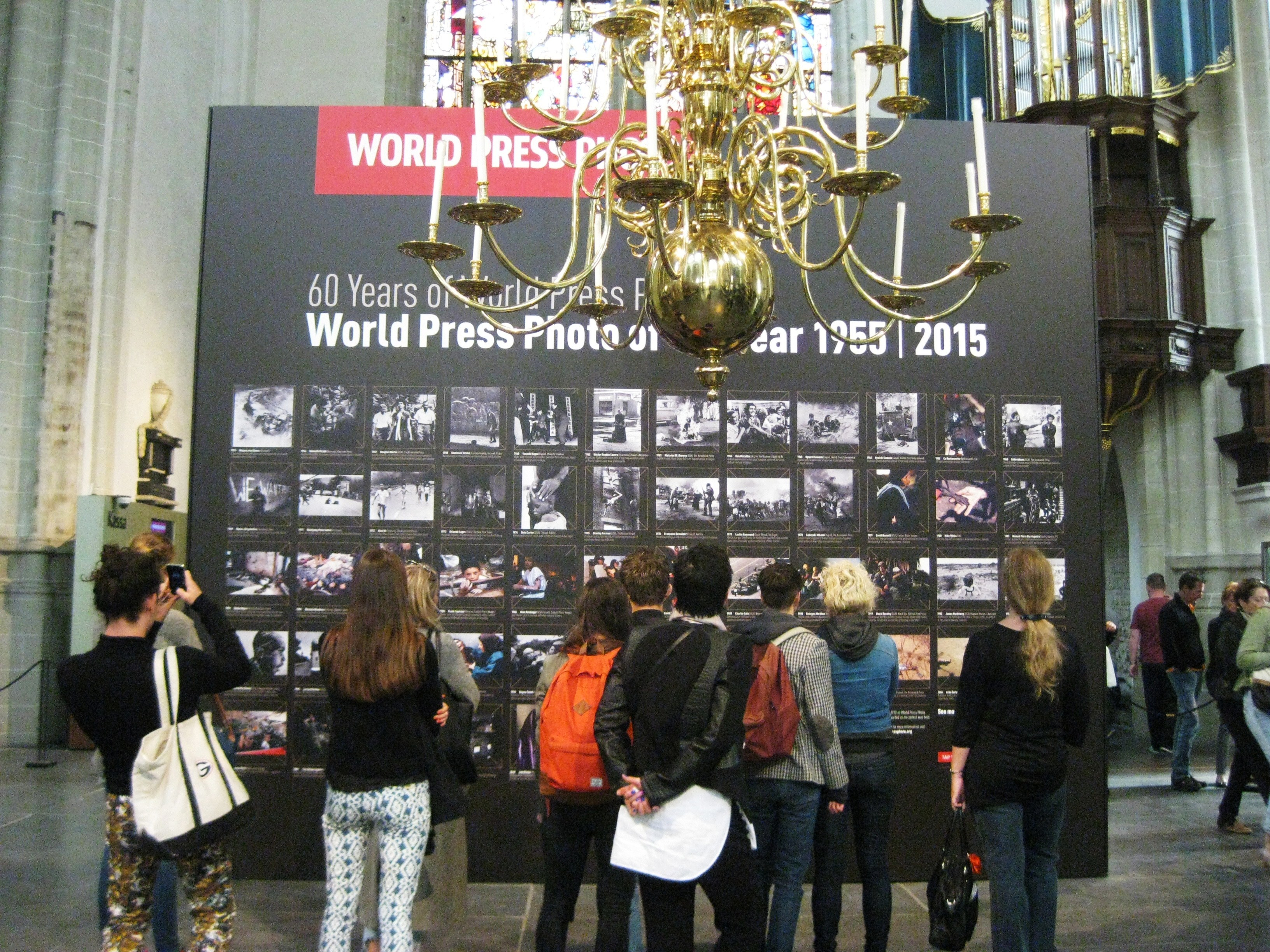
World Press Photo 2015 in de Nieuwe Kerk, Amsterdam

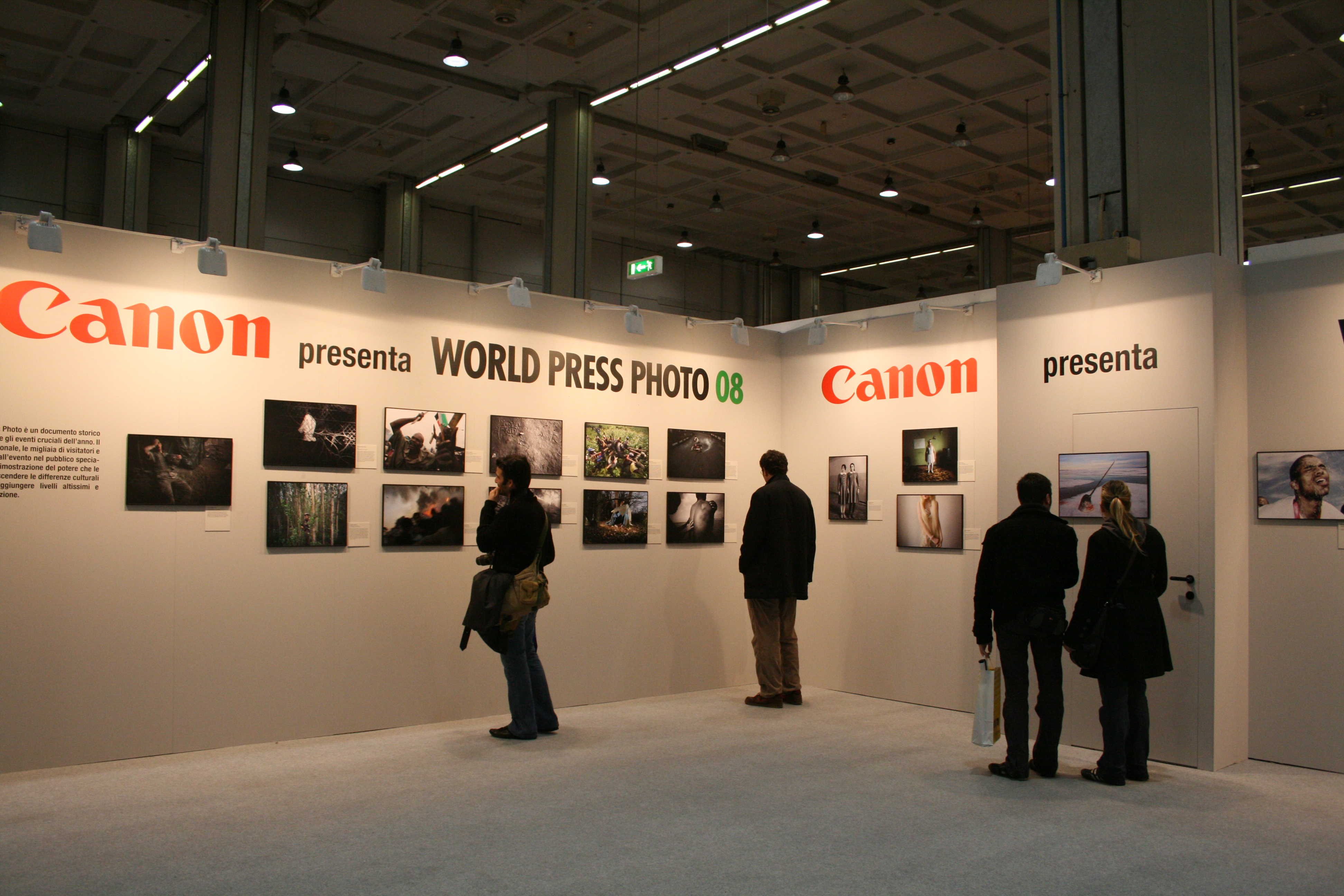
World Press Photo 2008, Milaan

Stichting World Press Photo, kortweg World Press Photo, is een Nederlandse stichting die jaarlijks 's werelds grootste en meest prestigieuze fotografiewedstrijd organiseert: de World Press Photo van het jaar. Na de wedstrijd worden de foto's bijeengebracht in een reizende expositie die door meer dan een miljoen mensen in veertig landen wordt bekeken. Elk jaar wordt een boek in zes talen met de prijswinnende foto's uitgebracht. Een ander doel van de organisatie is om ontwikkelingen in de fotojournalistiek te stimuleren en de uitwisseling van kennis aan te moedigen. World Press Photo organiseert daartoe seminars, workshops. Voorheen organiseerde ze de jaarlijkse Joop Swart Masterclass.
World Press Photo is een onafhankelijke non-profitorganisatie, opgericht in 1955 door de Nederlandse Vereniging van Fotojournalisten. De organisatie zetelt in Amsterdam. In 2019 betrok de stichting het World Press Photo House, de voormalige ingenieurswoning van de Westergasfabriek in Amsterdam. Tijdens het bestaan van de organisatie is de wedstrijd drie keer niet gehouden. Het betreft de jaren 1959, 1961 en 1970. Geldgebrek was in alle gevallen de reden. World Press Photo was toen onderdeel van de Nederlandse Vereniging van Fotojournalisten, een niet-kapitaalkrachtige vereniging die bij onvoldoende sponsoring de wedstrijd niet kon laten plaatsvinden.
In 2017 deed de tentoonstelling voor het eerst de Amerikaanse hoofdstad Washington aan. Na enige financiële en interne stubbelingen, deels door de coronacrisis, kondigde de organisatie een koerswijziging aan.